# VFTS 352
VFTS 352 es una estrella binaria de contacto compuesta de dos estrellas de tipo O, ubicada en la nebulosa de la Tarántula en la gran Nube de Magallanes a 160 000 años luz (49 000 parsecs) de la Tierra. Es la binaria de contacto más masiva observada hasta hoy (mediada la década 2010). Fue descubierta gracias al VLT del ESO y la publicación de este descubrimiento apareció el 13 de octubre de 2015. Está compuesta por dos estrellas que completan su órbita la una alrededor de la otra en poco más de un día y están tan próximas entre sí que sus superficies se tocan.